# パピルス荘

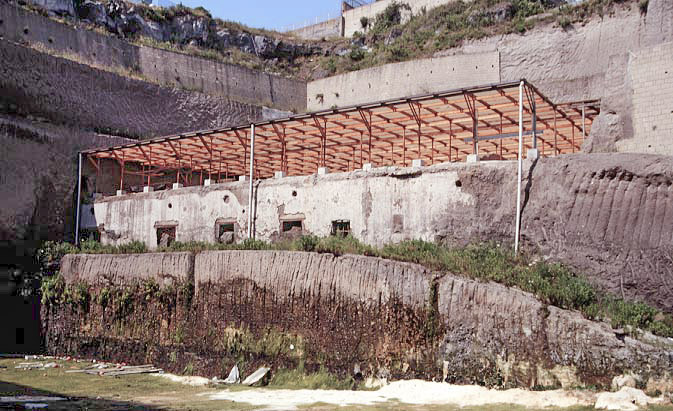
パピルス荘

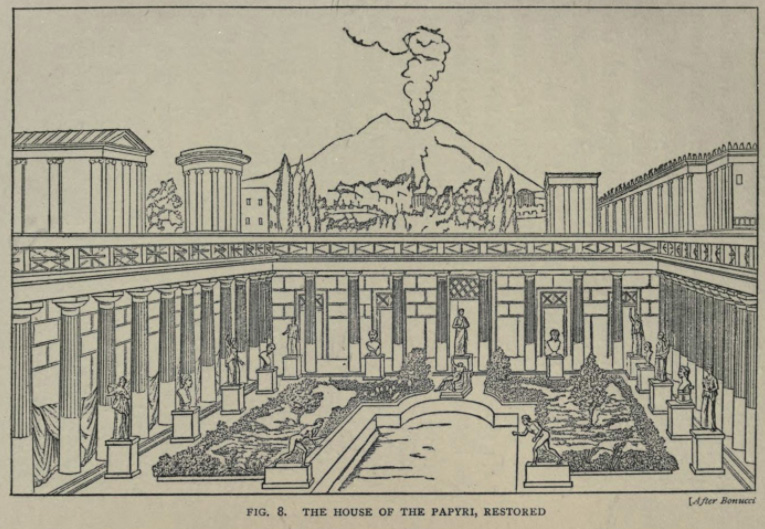
再現画

パピルス荘（伊: Villa dei Papiri、パピリの館などとも）は、イタリアにある古代ローマの都市遺跡ヘルクラネウムを構成する建物の一つ。世界遺産「ポンペイ、ヘルクラネウム及びトッレ・アンヌンツィアータの遺跡地域」の一部でもある。
建物内から大量のパピルス（ヘルクラネウム・パピルス）が発見されたためこの名で呼ばれる。建物は18世紀に発掘されたが、パピルスの解読は21世紀まで続いている。パピルスの内容は、エピクロス派の哲学者ピロデモスの散佚した著作などだった。パピルスのほかにも、エピクロス像や伝セネカ像などのヘレニズム彫刻も発見された。
ヘルクラネウムは79年のヴェスヴィオ噴火でポンペイとともに滅んだ都市である。この建物は元々、前1世紀に活動したユリウス・カエサルの義父ルキウス・カルプルニウス・ピソ・カエソニヌスが所有したヴィラ（別荘）だったと推定される。

## 建築

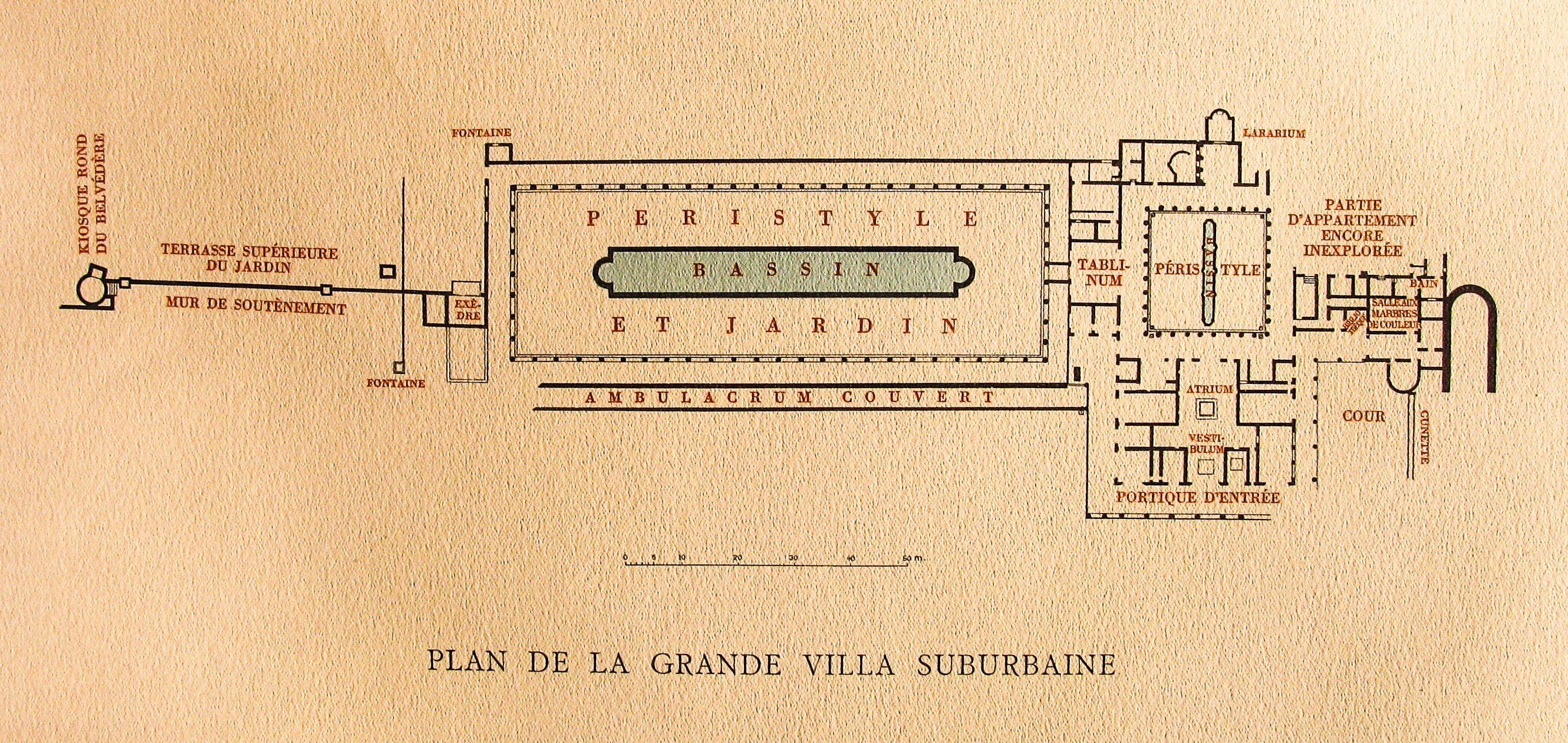
見取り図。右下が入口。左の長方形は中庭（ペリステュリウム）。

J・ポール・ゲティ美術館のゲティ・ヴィラ。パピルス荘を再現して建てられた。

ヴィラの所有者は不確定だが、少なくともエピクロス派に傾倒した貴人であり、その条件とも合致するルキウス・カルプルニウス・ピソ・カエソニヌスが最有力視される。
建物内には、回廊付きの中庭（ペリステュリウム）があった。この中庭は「エピクロスの庭園」に由来すると考えられる。また建物内には、後述のエピクロス関係の文献や彫刻があり、当時のローマ上流社会におけるエピクロス派の流行が窺える。
パピルスの大半の発見場所は、3.2m四方の小部屋である。小部屋の中央には彫刻が施された両面の戸棚があり、その中にパピルスが収納されていた。この小部屋はおそらく個人用の図書室または書庫だった。グリエルモ・カヴァッロの説では、この小部屋はピロデモスの仕事部屋であり、自著やアテナイで入手したエピクロス派著作を保管していたとされる。
アメリカ合衆国にあるJ・ポール・ゲティ美術館の一棟「ゲティ・ヴィラ」は、パピルス荘を中庭ごと再現する形で、1974年に建てられた。

## 出土品

### パピルス
パピルスは約1800巻に及ぶ。大半は上記の小部屋にあったピロデモス関係のギリシア語文献だが、小部屋以外の場所にもパピルスはあり、ピロデモスより後世の文献や、ラテン語文献も含まれていた。

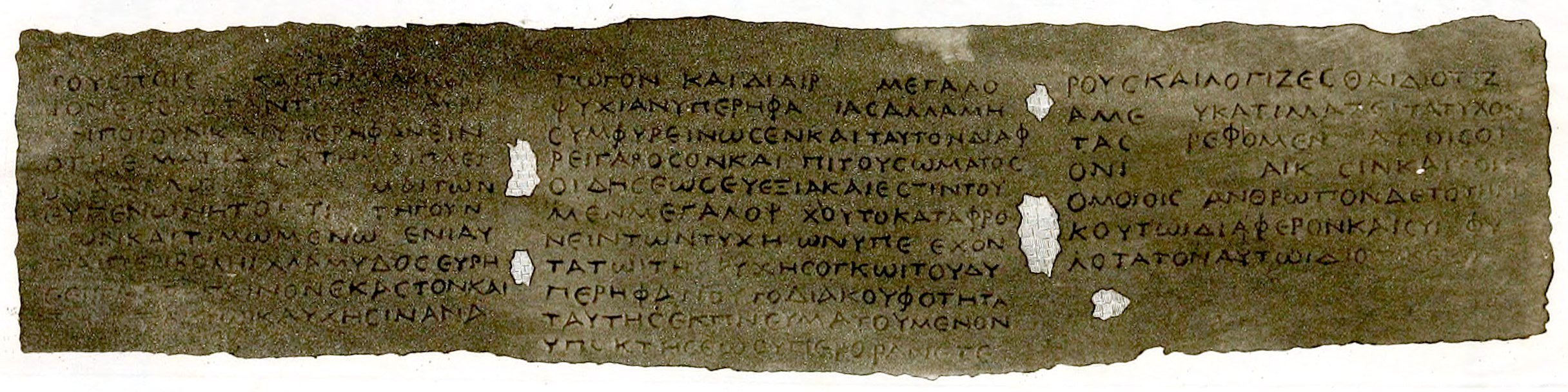
ヘルクラネウム・パピルス

パピルスの内容は、ピロデモスの諸著作のほか、エピクロス『自然について』断片、エピクロス門人のメトロドロス、ヘルマルコス、コロテス、ポリュストラトスらの著作、ルクレティウス『事物の本性について』、ストア派のクリュシッポスの著作、ローマの詩人エンニウスの著作などだった。
パピルスは湿気に弱いため、エジプトや中東に比べてヨーロッパで出土することは滅多に無いが、パピルス荘の場合はヴェスヴィオ山の火山灰に埋もれていたおかげで残存した。しかしながら、炭化して黒い塊になっており、解読に時間と技術を要することになった（#調査史）。

### 彫刻
彫刻の多くは大理石像でなくブロンズ像であり、ヘレニズム彫刻の美しい作例とされる。発見場所は上記の中庭などであり、主にナポリ国立考古学博物館に収蔵されている。
彫刻の一つ「伝セネカ像」は、類例が16世紀からセネカの像と判断されてきたため、発掘時にセネカの像と判断されたが、1813年ベルリンのセネカのヘルマ（セネカとソクラテスのヘルマ）の発見などにより、別人の像と考えられるようになった。しかし現代でも慣習的にこの像をセネカの像として扱う場合がある。
- エピクロス像
- 伝セネカ像（英語版）
- アマゾン像
- 大スキピオ像
- 大神祇官ピソ（英語版）像[2]
- プトレマイオス・アピオン（英語版）像
- ペプロスを着た女、通称「踊り子」たち[4]
- アイスキネス像[2]

### その他
フレスコ画や、木製・象牙製の家具も出土した。

## 調査史

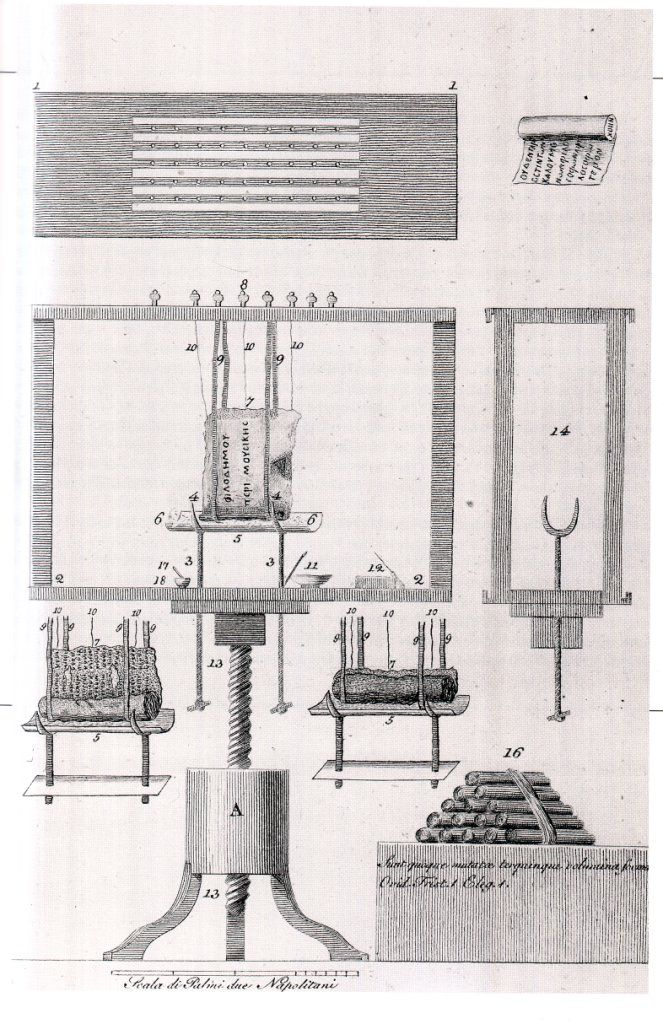
1750年代に発明されたパピルス修復装置

1709年にヘルクラネウムの街が発見され、1750年代にパピルス荘の発掘が始まった。
発掘時のパピルスは、炭化により、読むどころか開くことすら困難なほど脆く黒い塊になっており、運搬や調査の過程で壊れたものもあった。
1750年代、バチカンから招聘された神父ピアッジョ（Piaggio）が、炭化したパピルスを開く装置を発明し、解読が始まった。以降、ヴィンケルマンやエルムズリーが調査に携わり、イギリスのジョージ4世らが調査を支援した。
1802年、エピクロス『自然について』断片が発見されると、模写画がオックスフォード大学に収蔵され、エピクロス主義研究の貴重な資料となった。
1969年、ナポリに「ヘルクラネウム・パピルス文書研究国際センター」が設立されると、グリエルモ・カヴァッロが推進役となって、化学技術などの新手法を導入し、解読が進展した。
21世紀現代では、X線などの光学技術により解読が進展している。